# Yutaka Fujita
Yutaka Fujita (藤田 裕?, Fujita Yutaka; ...) è un astronomo giapponese.
Si è laureato all'Università di Kyoto nel 1997. È divenuto professore all'Università di Osaka, come associato nel 2005 e come titolare nel 2007.
È membro della Unione Astronomica Internazionale .